# Clarke City
Clarke City est un secteur de Sept-Îles au Québec situé à une trentaine de kilomètres à l'ouest du centre-ville. Le secteur était, lors de sa fondation en 1908, une ville industrielle typique du début du XXe siècle. Érigée au milieu de la forêt boréale pour y établir une industrie extractive, elle a été prospère avant de connaître un revers de fortune lié au sort de son propriétaire. La municipalité a été fusionnée à la ville de Sept-Îles en 1970. 
Bordant le Saint-Laurent, le secteur est construit sur la rive gauche de la rivière Sainte-Marguerite. On y accède par la route 138. En 1993, on y comptait environ 325 habitants.

## Toponymie
Le nom de la ville tire son origine des frères Clarke qui y établirent un moulin de pâte à papier en 1901 et une usine hydro-électrique en 1908.

## Géographie
Clarke City, ou maintenant le secteur Clarke de la ville de Sept-Îles, est situé à 26 kilomètres à l'ouest du centre-ville par la route 138, qui traverse Sept-Îles d'est en ouest. Le quartier est situé sur la rive gauche de la rivière Sainte-Marguerite, quelques kilomètres au nord de sa confluence avec l'estuaire du Saint-Laurent.

## Histoire
Les frères William et George Clarke s'installent à l'embouchure de la rivière Sainte-Marguerite au début du XXe siècle pour construire une usine de pâte à papier. Ils aménagent le village de Clarke City entre 1900 et 1904 pour loger le personnel de l'usine, qui sera terminée en 1908. 
La fabrication de pâte à papier à Clarke City est intégrée à l'activité principale d'édition des deux torontois. 
Autre exemple d'intégration verticale, l'usine de la Gulf Pulp and Paper Company tire profit de la force hydraulique et aménage une première centrale hydroélectrique d'une puissance de 12 000 chevaux-vapeur (8 952 kW) qui produira l'électricité nécessaire pour alimenter l'usine et le village. Le développement des opérations des deux frères comprennent également la construction d'un premier chemin de fer dans la région, qui reliait l'usine aux installations portuaires de la Pointe-Noire à Sept-Îles. En 1921, la famille Clarke fonde la Clarke Steamships, première compagnie maritime de la Côte-Nord.
Le développement de Clarke City, « ville de compagnie » moderne et dotée d'un quai, de réseaux d'aqueduc, d'égout et d'électricité, de services de santé, d'éducation, d'hébergement et de loisirs devient une référence pour plusieurs autres villages de la Côte-Nord construits pour exploiter les richesses naturelles du territoire. Le village, qui compte à l'époque « quelques centaines » d'habitants sera le principal centre de peuplement de la côte, jusqu'à la fondation de Baie-Comeau.
La Gulf Pulp and Paper avait aménagé un petit hôpital dans le village où les travailleurs pouvaient se faire soigner gratuitement, en échange d'une cotisation prélevée sur les chèques de paie. Les femmes et les enfants des employés devaient toutefois payer des honoraires pour recevoir des soins.
En 1957, le quai de Clarke City était toujours en opération et manutentionnait entre 18 000  et   45 000 tonnes de marchandises. Il est supplanté par le port de Sept-Îles en plein développement avec un volume de 12 900 millions de tonnes.
La famille Clarke vend sa propriété en 1961 au consortium Reed, mais l'usine de pâte et la centrale hydroélectrique cessent leurs opérations en 1967, en raison de difficultés financières. Le village est fusionné à la ville de Sept-Îles en 1970,.
Le site hydroélectrique original a été développé de nouveau en 1993 sous le nom de centrale de la Sainte-Marguerite-1 par l'entreprise Hydromega. Les entrepreneurs ont ajouté deux groupes turbo-alternateurs à ce site en même temps qu'Hydro-Québec mettait en service la centrale de la Sainte-Marguerite-3. Depuis 2002, sa puissance installée est de 30,5 MW. 
L'usine est aujourd'hui la propriété d'un partenariat formé d'Innergex (50,01%) et du Régime des rentes du Mouvement Desjardins (49,99%). L'électricité produite à la centrale Sainte-Marguerite-1 est vendue à Hydro-Québec dans le cadre de contrats à long terme,.

### Centre d'interprétation

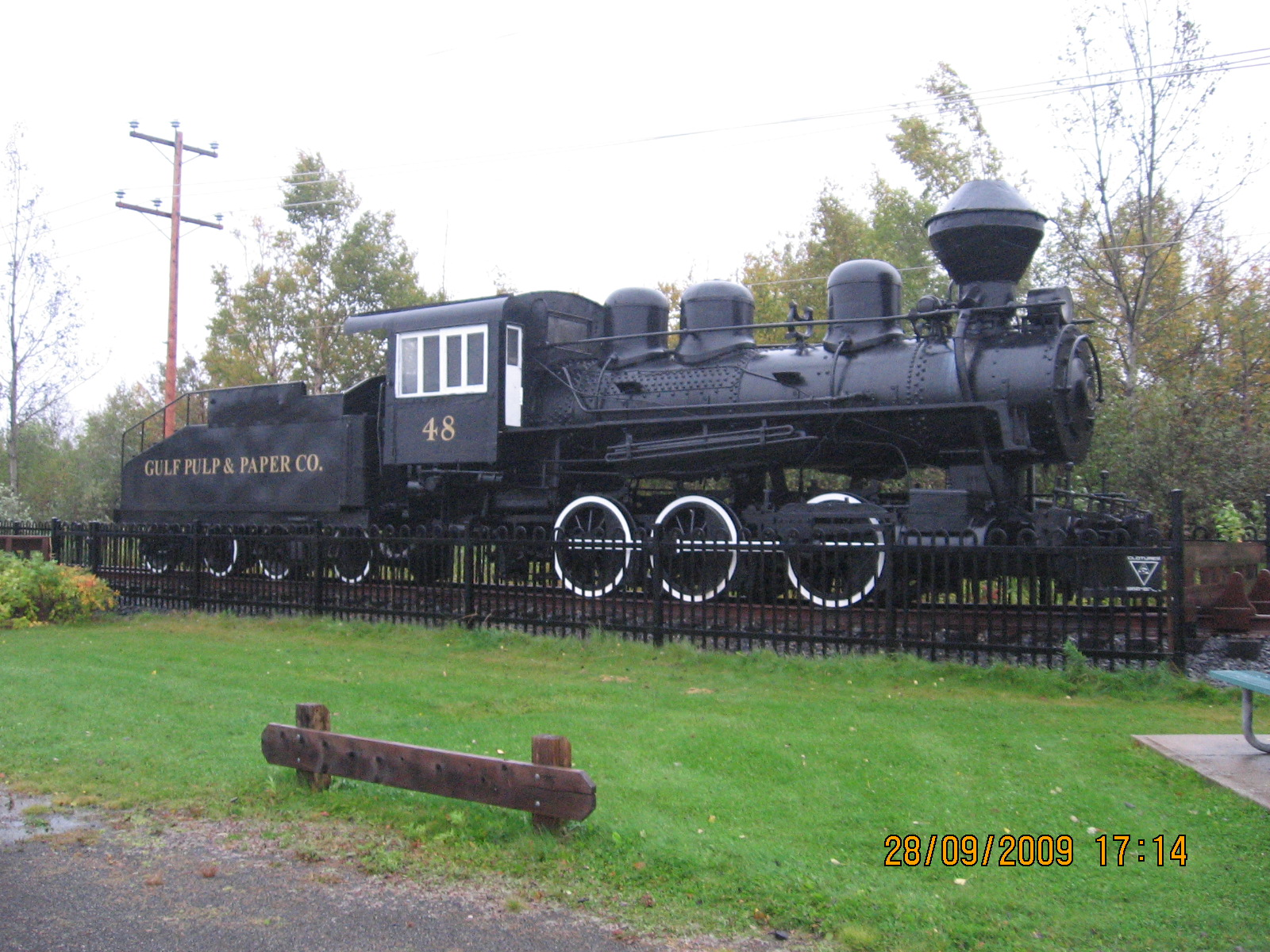
Une locomotive des années 1930 commémore l'histoire de la Gulf Pulp and Paper Company au centre d'interprétation de Clarke City.

Un centre d'interprétation a été ouvert pour faire connaître le passé de Clarke City. Le centre possède une locomotive à vapeur d'époque qui circulait sur le chemin de fer de la Gulf Pulp and Paper. La ville note que ce secteur « témoigne de l'aménagement des agglomérations qui appartenaient jadis à des compagnies privées ». Le centre présente une exposition permanente; on y retrouve en outre une série de coupons multicolores qui servaient de monnaie d'échange dans les magasins exploités par la compagnie.